# Ruth Gikow
Ruth Gikow (en ruso: Руфь Борисовна Гикова, romanizado: Ruf Borisovna Gikova; 6 de enero de 1915 - 2 de abril de 1982) fue una artista visual estadounidense conocida principalmente por su trabajo como pintora de género. Sus obras a menudo representan figuras humanas interactuando con un entorno urbano.

## Primeros años de vida
Gikow nació el 6 de enero de 1915 en el Imperio ruso. Hija de Boris, un fotógrafo, y Lena Gikow. En 1920, la familia emigró a la ciudad de Nueva York debido a la guerra civil y los pogromos contra la comunidad judía. Una vez en la ciudad de Nueva York, la familia Gikow se encontró en la pobreza, en lugar de la comodidad de la clase media que disfrutaban en Ucrania. La habilidad de Ruth fue prominente incluso en su juventud, ya que se destacó en el dibujo en la escuela primaria e ingresó a la escuela secundaria Washington Irving a los trece años, donde amplió sus habilidades artísticas. 
Más tarde, estudió en la Cooper Union Art School, donde estudió con el director de la escuela Austin Purvis, Jr. y el artista regional John Steuart Curry. Gikow no realizó las "diversiones típicas de su edad" debido a que priorizó su arte y su trabajo nocturno en la cadena de tiendas Woolworth. En su segundo año de la Escuela de Arte, obtuvo una beca que utilizó para trabajar con su compañero pintor Raphael Soyer. 
Se unió al Proyecto de Arte Federal WPA de la ciudad de Nueva York en 1935, donde se le permitió dedicarse a su obra de arte a tiempo completo. 

## Carrera profesional
En 1939, inspirada por los muralistas Diego Rivera y José Clemente Orozco, solicitó y luego ganó una comisión para pintar murales para el Bronx Hospital, el Rockefeller Center y la Feria Mundial de Nueva York. Después de los eventos de Pearl Harbor y una vez que se abandonó el Federal Arts Project, los murales de Gikow fueron buscados únicamente por los grandes almacenes de Nueva York que deseaban encargar pinturas murales. Gikow se desilusionó con la pintura mural debido al aspecto comercial de estos encargos.
Con otros asociados fundó la American Serigraph Society en la que desarrolló su técnica con la serigrafía. Helfond se incluyó en la exhibición American Color Prints Under $10 del MoMA de 1940. La muestra se organizó como un vehículo para llevar impresiones de bellas artes asequibles al público en general. Su trabajo también se incluyó en las exposiciones de la Sociedad Nacional de Serigrafía del Museo de Bellas Artes de Dallas de 1947 y 1951.
En 1946 se casó con el artista Jack Levine, cuya dedicación y concentración inspiraron y desafiaron su propio trabajo. En el mismo año realizó su primera exposición individual en la Galería Weyhe en la ciudad de Nueva York en la que mostró sus impresiones experimentales a una audiencia positiva. Una joven Eleanor Antin, que más tarde se convertiría en una famosa fotógrafa y artista de performance, modeló para las primeras obras de arte de Gikow.
En 1959 recibió una beca de la Academia Estadounidense de las Artes y las Letras. En 1979 fue elegida miembro de la Academia Nacional de Diseño como miembro asociado y se convirtió en académica de pleno derecho en 1982.

## Estilo artístico
Gikow se hizo famosa por sus pinturas a gran escala que representan escenarios e imágenes de ciudades. Aunque su colección de obras también abarca figuras humanas contemporáneas de diversos ámbitos de la vida además de las multitudes urbanas.
Originalmente, Gikow deseaba trabajar como artista de moda o comercial, pero no pudo encontrar trabajo a pesar de sus calificaciones debido a los efectos de la Depresión. Se dijo que se alejó del arte comercial debido a la inspiración que recibió de un compañero de clase. El compañero de clase había esbozado la imagen del animal enjaulado durante una excursión al zoológico y Gikow descubrió que la imagen no capturaba la semejanza de la criatura, sino la tensión y la esencia. Gikow descubrió que esto era lo que deseaba crear.
Sus primeros experimentos con la impresión, como su serigrafía Flood de 1943, son de un estilo mucho más surrealista que sus pinturas posteriores. Los primeros grabados de Gikow experimentan con el color, la forma, la dimensión y la tensión mientras empleaba un estilo que se inclinaba hacia lo abstracto con vagas figuras humanas compuestas de formas en capas y un énfasis en colores llamativos.
Mientras viajaba al extranjero con su esposo en 1947, Gikow estuvo expuesta a maestros artistas como Piero della Francesca y Masaccio. Debido a esta influencia, llegó a desarrollar su estilo más naturalista en el que las figuras humanas se representan con más detalle, líneas esquemáticas ligeras, proporciones anatómicamente precisas y sombreados definidos y pesados. Una pieza que demuestra esta transición de lo abstracto a lo naturalista es la litografía Protest Archivado el 22 de febrero de 2016 en Wayback Machine. de 1969. Este trabajo destaca su énfasis en capturar la forma humana con trazos expresivos en un estilo más naturalista.

## Colecciones públicas
Su trabajo se puede encontrar en muchas instituciones, incluyendo:
- Museo Metropolitano de Arte[9]
- Museo de Arte Moderno[9]
- Museo de Arte de Filadelfia[9]
- Museo Whitney[9]